# Nižný Slavkov
Nižný Slavkov este o comună slovacă, aflată în districtul Sabinov din regiunea Prešov. Localitatea se află la altitudinea de 511 m deasupra n.m., se întinde pe o suprafață de 23,14 km2 și în 2017 număra 855 de locuitori.

## Istoric
Localitatea Nižný Slavkov este atestată documentar din 1289.

## Demografie
| An:                | 1994 | 2004   | 2014   | 2024   |
| ------------------ | ---- | ------ | ------ | ------ |
| Număr de persoane: | 800  | 789    | 833    | 876    |
| Diferență:         |      | −1,37% | +5,57% | +5,16% |

| An:                | 2023 | 2024   |
| ------------------ | ---- | ------ |
| Număr de persoane: | 880  | 876    |
| Diferență:         |      | −0,45% |